# زیردریایی الکساندر نوسکی (کی-۵۵۰)
زیردریایی الکساندر نوسکی (کی-۵۵۰) (به انگلیسی: Russian submarine Alexander Nevsky (K-550)) یک زیردریایی است که طول آن ۱۷۰ متر (۵۵۷ فوت ۹ اینچ) می‌باشد. این زیردریایی در سال ۲۰۱۰ ساخته شد.